# Liste der Lieder von Long Distance Calling

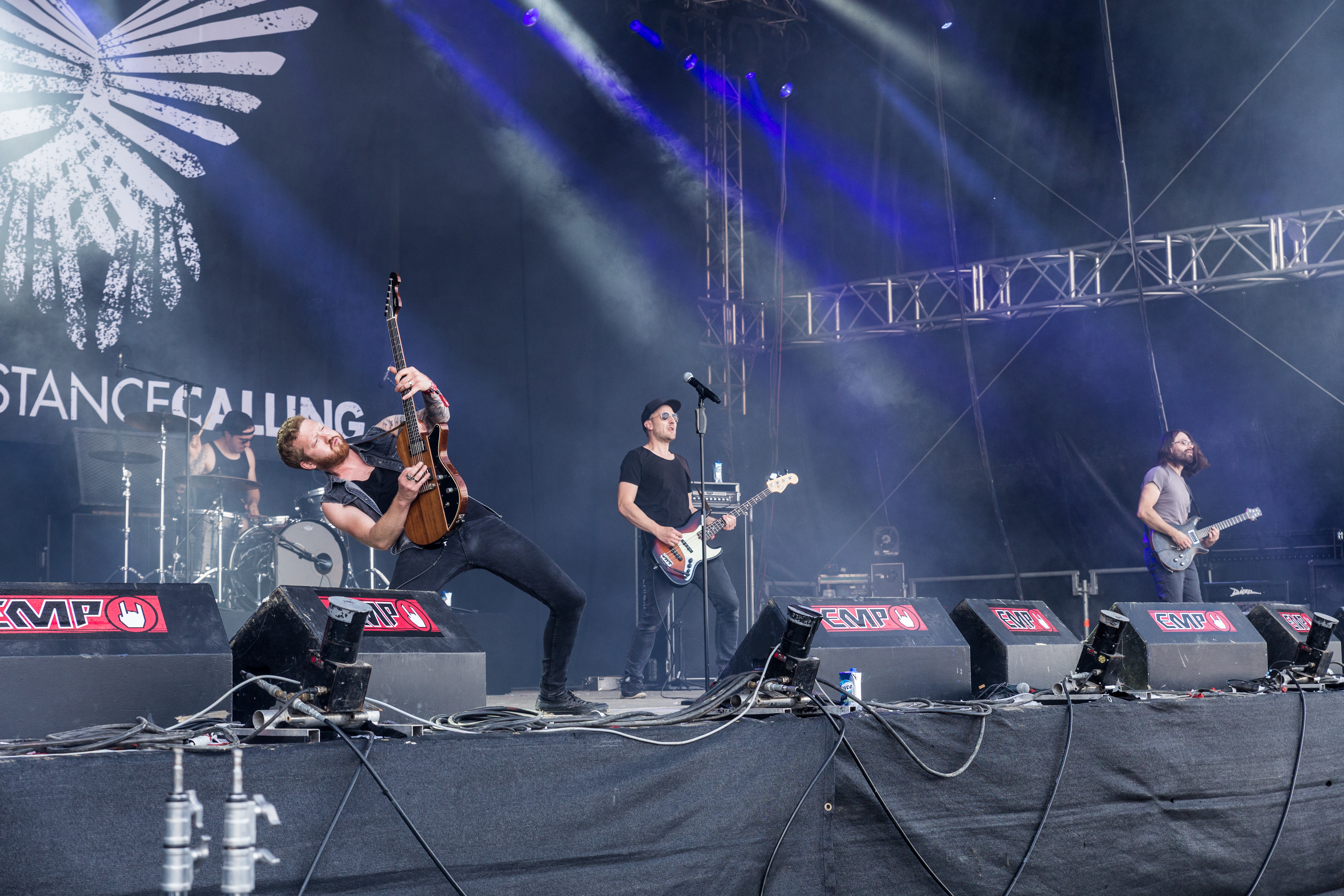
Long Distance Calling live 2017

Dies ist eine Liste der Lieder der deutschen Post-Rock-Band Long Distance Calling. Die Liste ist alphabetisch sortiert.

## Legende
- Titel: Nennt den Namen des Liedes. Lieder mit Gesang sind blau unterlegt.
- Autoren: Nennt die Autoren des Liedes.
- Album: Nennt das Album, auf dem das Lied erschien. Bei orange markierten Titeln handelt es sich um Bonustracks, die nicht auf allen Versionen des Albums vertreten sind.
- Jahr: Nennt das Veröffentlichungsjahr.

## Die Lieder

### A
| # | Titel                           | Autoren               | Album                   | Jahr |
| - | ------------------------------- | --------------------- | ----------------------- | ---- |
| 1 | Ashes                           | Long Distance Calling | How Do We Want to Live? | 2020 |
| 2 | Apparitions                     | Long Distance Calling | Avoid the Light         | 2009 |
| 3 | Arecibo (Long Distance Calling) | Long Distance Calling | Long Distance Calling   | 2011 |
| 4 | Ascending                       | Long Distance Calling | Boundless               | 2018 |
| 5 | Aurora                          | Long Distance Calling | Satellite Bay           | 2007 |

### B
| #  | Titel                  | Autoren                              | Album                   | Jahr |
| -- | ---------------------- | ------------------------------------ | ----------------------- | ---- |
| 1  | Beyond the Void        | Long Distance Calling                | Long Distance Calling   | 2011 |
| 2  | Beyond Your Limits     | Long Distance Calling                | How Do We Want to Live? | 2020 |
| 3  | Black Bird vs. Red Bug | Long Distance Calling                | 090208                  | 2008 |
| 4  | Black Hole             | Long Distance Calling                | The Flood Inside        | 2013 |
| 5  | Black Paper Planes     | Long Distance Calling                | Avoid the Light         | 2009 |
| 6  | Black Shuck            | Long Distance Calling                | Ghost                   | 2021 |
| 7  | Blades                 | Long Distance Calling                | Eraser                  | 2022 |
| 8  | Blood Honey            | Long Distance Calling                | Eraser                  | 2022 |
| 9  | Breaker                | Long Distance Calling, Robot Koch    | The Flood Inside        | 2013 |
| 10 | Built Without Hands    | Long Distance Calling, Peter Dolving | Satellite Bay           | 2007 |

### C
| # | Titel              | Autoren               | Album                   | Jahr |
| - | ------------------ | --------------------- | ----------------------- | ---- |
| 1 | Curiosity (Part 1) | Long Distance Calling | How Do We Want to Live? | 2020 |
| 2 | Curiosity (Part 2) | Long Distance Calling | How Do We Want to Live? | 2020 |

### D
| # | Titel    | Autoren                                | Album            | Jahr |
| - | -------- | -------------------------------------- | ---------------- | ---- |
| 1 | Ductus   | Long Distance Calling                  | The Flood Inside | 2013 |
| 2 | Dullahan | Long Distance Calling, Florian Steppke | Ghost            | 2021 |

### E
| # | Titel            | Autoren                                               | Album  | Jahr |
| - | ---------------- | ----------------------------------------------------- | ------ | ---- |
| 1 | Echo             | Long Distance Calling, Martin Fischer, Petter Carlsen | Trips  | 2016 |
| 2 | Enter: Death Box | Long Distance Calling                                 | Eraser | 2022 |
| 3 | Eraser           | Long Distance Calling                                 | Eraser | 2022 |
| 4 | Escape           | Long Distance Calling, Martin Fischer, Petter Carlsen | Trips  | 2016 |

### F
| # | Titel                   | Autoren                                               | Album                   | Jahr |
| - | ----------------------- | ----------------------------------------------------- | ----------------------- | ---- |
| 1 | Fail / Opportunity      | Long Distance Calling                                 | How Do We Want to Live? | 2020 |
| 2 | The Far Side            | Long Distance Calling                                 | Boundless               | 2018 |
| 3 | Fever                   | Long Distance Calling                                 | Ghost                   | 2021 |
| 4 | Fire in the Mountain    | Long Distance Calling                                 | Satellite Bay           | 2007 |
| 5 | The Firgrin D´an Boogie | Long Distance Calling                                 | Long Distance Calling   | 2011 |
| 6 | Flashback               | Long Distance Calling                                 | Boundless               | 2018 |
| 7 | Flux                    | Long Distance Calling, Martin Fischer, Petter Carlsen | Trips                   | 2016 |

### G
| # | Titel          | Autoren                                               | Album  | Jahr |
| - | -------------- | ----------------------------------------------------- | ------ | ---- |
| 1 | Getaway        | Long Distance Calling, Martin Fischer, Petter Carlsen | Trips  | 2016 |
| 2 | Giants Leaving | Long Distance Calling                                 | Eraser | 2022 |

### H
| # | Titel   | Autoren               | Album                   | Jahr |
| - | ------- | --------------------- | ----------------------- | ---- |
| 1 | Hazard  | Long Distance Calling | How Do We Want to Live? | 2020 |
| 2 | Horizon | Long Distance Calling | Satellite Bay           | 2007 |

### I
| # | Titel                       | Autoren               | Album                                                 | Jahr |
| - | --------------------------- | --------------------- | ----------------------------------------------------- | ---- |
| 1 | I Know You, Stanley Milgram | Long Distance Calling | Avoid the Light                                       | 2009 |
| 2 | Immunity                    | Long Distance Calling | How Do We Want to Live?                               | 2020 |
| 3 | Inside the Flood            | Long Distance Calling | The Flood Inside                                      | 2013 |
| 4 | In the Clouds               | Long Distance Calling | Boundless                                             | 2018 |
| 5 | Interlude                   | Long Distance Calling | Stummfilm – Live from Hamburg (A Seats & Sounds Tour) | 2019 |
| 6 | Into the Black Wide Open    | Long Distance Calling | Long Distance Calling                                 | 2011 |
| 7 | Invisible Giants            | Long Distance Calling | Long Distance Calling                                 | 2011 |

### J
| # | Titel        | Autoren               | Album         | Jahr |
| - | ------------ | --------------------- | ------------- | ---- |
| 1 | Jungfernflug | Long Distance Calling | Satellite Bay | 2007 |

### K
| # | Titel   | Autoren               | Album  | Jahr |
| - | ------- | --------------------- | ------ | ---- |
| 1 | Kamilah | Long Distance Calling | Eraser | 2022 |

### L
| # | Titel         | Autoren                                               | Album     | Jahr |
| - | ------------- | ----------------------------------------------------- | --------- | ---- |
| 1 | Landless King | Long Distance Calling                                 | Eraser    | 2022 |
| 2 | Like a River  | Long Distance Calling                                 | Boundless | 2018 |
| 3 | Lines         | Long Distance Calling, Martin Fischer, Petter Carlsen | Trips     | 2016 |

### M
| # | Titel                    | Autoren                                               | Album                 | Jahr |
| - | ------------------------ | ----------------------------------------------------- | --------------------- | ---- |
| 1 | The Man Within           | Long Distance Calling                                 | The Flood Inside      | 2013 |
| 2 | Metulsky Curse Revisited | Long Distance Calling                                 | 090208                | 2008 |
| 3 | Middleville              | Long Distance Calling, John Bush                      | Long Distance Calling | 2011 |
| 4 | Momentum                 | Long Distance Calling, Martin Fischer, Petter Carlsen | Trips                 | 2016 |

### N
| #  | Titel                        | Autoren                                | Album            | Jahr |
| -- | ---------------------------- | -------------------------------------- | ---------------- | ---- |
| 1  | The Nearning Grave           | Long Distance Calling, Jonas Renkse    | Avoid the Light  | 2009 |
| 2  | Negative Is the New Positive | Long Distance Calling                  | Ghost            | 2021 |
| 3  | NH 0218                      | Long Distance Calling, Florian Steppke | Nighthawk        | 2014 |
| 4  | NH 0223                      | Long Distance Calling, Florian Steppke | Nighthawk        | 2014 |
| 5  | NH 0319                      | Long Distance Calling, Florian Steppke | Nighthawk        | 2014 |
| 6  | NH 0423                      | Long Distance Calling                  | Nighthawk        | 2014 |
| 7  | NH 0550                      | Long Distance Calling                  | Nighthawk        | 2014 |
| 8  | NH 0713                      | Long Distance Calling                  | Nighthawk        | 2014 |
| 9  | NH 1100                      | Long Distance Calling                  | Nighthawk        | 2014 |
| 10 | Nucleus                      | Long Distance Calling                  | The Flood Inside | 2013 |

### O
| # | Titel        | Autoren                                | Album     | Jahr |
| - | ------------ | -------------------------------------- | --------- | ---- |
| 1 | Old Love     | Long Distance Calling, Florian Steppke | Ghost     | 2021 |
| 2 | On the Verge | Long Distance Calling                  | Boundless | 2018 |
| 3 | Out There    | Long Distance Calling                  | Boundless | 2018 |

### P
| # | Titel    | Autoren                                               | Album | Jahr |
| - | -------- | ----------------------------------------------------- | ----- | ---- |
| 1 | Plans    | Long Distance Calling, Martin Fischer, Petter Carlsen | Trips | 2016 |
| 2 | Presence | Long Distance Calling, Martin Fischer, Petter Carlsen | Trips | 2016 |

### R
| # | Titel     | Autoren                                                                       | Album | Jahr |
| - | --------- | ----------------------------------------------------------------------------- | ----- | ---- |
| 1 | Reconnect | Long Distance Calling, Martin Fischer, Petter Carlsen, Gary Nock, Jamie Evans | Trips | 2016 |
| 2 | Rewind    | Long Distance Calling, Martin Fischer, Petter Carlsen, Seth Jones             | Trips | 2016 |

### S
| # | Titel             | Autoren               | Album                   | Jahr |
| - | ----------------- | --------------------- | ----------------------- | ---- |
| 1 | Seance            | Long Distance Calling | Ghost                   | 2021 |
| 2 | Sharing Thoughts  | Long Distance Calling | How Do We Want to Live? | 2020 |
| 3 | Skydivers         | Long Distance Calling | Boundless               | 2018 |
| 4 | Sloth             | Long Distance Calling | Eraser                  | 2022 |
| 5 | Sundown Highway   | Long Distance Calling | Avoid the Light         | 2009 |
| 6 | Swallow the Water | Long Distance Calling | Satellite Bay           | 2007 |

### T
| # | Titel           | Autoren                                               | Album                   | Jahr |
| - | --------------- | ----------------------------------------------------- | ----------------------- | ---- |
| 1 | Tell the End    | Long Distance Calling                                 | The Flood Inside        | 2013 |
| 2 | Timebends       | Long Distance Calling                                 | Long Distance Calling   | 2011 |
| 3 | Trauma          | Long Distance Calling, Martin Fischer, Petter Carlsen | Trips                   | 2016 |
| 4 | True / Negative | Long Distance Calling                                 | How Do We Want to Live? | 2020 |

### V
| # | Titel             | Autoren               | Album                   | Jahr |
| - | ----------------- | --------------------- | ----------------------- | ---- |
| 1 | The Very Last Day | Long Distance Calling | Satellite Bay           | 2007 |
| 2 | Voices            | Long Distance Calling | How Do We Want to Live? | 2020 |

### W
| # | Titel          | Autoren                                                 | Album            | Jahr |
| - | -------------- | ------------------------------------------------------- | ---------------- | ---- |
| 1 | Waves          | Long Distance Calling                                   | The Flood Inside | 2013 |
| 2 | Weightless     | Long Distance Calling                                   | Boundless        | 2018 |
| 3 | Welcome Change | Long Distance Calling, Vincent Cavanagh, Petter Carlsen | The Flood Inside | 2013 |

### #
| # | Titel       | Autoren               | Album           | Jahr |
| - | ----------- | --------------------- | --------------- | ---- |
| 1 | 359 Degrees | Long Distance Calling | Avoid the Light | 2009 |
| 2 | 500 Years   | Long Distance Calling | Eraser          | 2022 |